# Comasina
Comasina – stacja metra w Mediolanie, na linii M3. Znajduje się na via Comasina, w Mediolanie i zlokalizowana jest przed stacją Affori FN.